# Blå ene
Blå Ene (Juniperus squamata) eller Skællet Ene er en stedsegrøn busk med en åben og uregelmæssig vækst. Nålene er først grønne. Senere bliver de visne og skællede (deraf navnet).

## Beskrivelse
Barken er først lysegrøn og dækket af grønne nåle. Senere bliver den brun med visne, skællede nåle (deraf navnet). Gamle grene får en bark, der løsner i store flager. Knopperne ses ikke meget bag løvet. Bladene sidder 3 og 3 i krans. De er nåleformede med skarp spids og hel rand. Randene er krummet opad-indad, så nålen er næsten røragtig. Blomsterne ses ikke. Frugterne er ægformede "bær", som første år er rødbrune og andet år bliver sorte. Modne frø forekommer i Danmark efter lange, varme somre.
Rodnettet er kraftigt med højtliggende finrødder.
Højde x bredde og årlig tilvækst: 3 × 3 m (10 × 10 cm/år).

## Hjemsted
Skællet Ene er vidt udbredt i det centrale og østlige Asien, hvor den gror på solåbne, lidt tørre, men mineralrige bjergskråninger.

## Sorter
- 'Blue Carpet'
- 'Blue Star'
- 'Blue Swede'
- 'Heidi'
- 'Loderii'
- 'Meyerii'
- 'Pygmaea'

| Portal | Portal:Botanik |